# Soda Springs
Soda Springs é uma cidade localizada no estado americano de Idaho, no Condado de Caribou.

## Demografia
Segundo o censo americano de 2000, a sua população era de 3381 habitantes.
Em 2006, foi estimada uma população de 3177, um decréscimo de 204 (-6.0%).

## Geografia
De acordo com o United States Census Bureau tem uma área de
11,8 km², dos quais 11,7 km² cobertos por terra e 0,1 km² cobertos por água. Soda Springs localiza-se a aproximadamente 1760 m acima do nível do mar.

## Localidades na vizinhança
O diagrama seguinte representa as localidades num raio de 48 km ao redor de Soda Springs.